# 阿尔温·奥滕
阿尔温·奥滕（德語：Alwin Otten，1963年4月9日—），德国男子赛艇运动员。他曾代表西德参加世界赛艇锦标赛，获得二枚金牌、二枚银牌和一枚铜牌，均来自轻量级项目。